# Тіптон (Оклахома)
Тіптон (англ. Tipton) — місто (англ. town) в США, в окрузі Тіллман штату Оклахома. Населення — 864 особи (2020).

## Географія
Тіптон розташований за координатами 34°30′8″ пн. ш. 99°8′18″ зх. д. / 34.50222° пн. ш. 99.13833° зх. д. (34.502095, -99.138358).  За даними Бюро перепису населення США в 2010 році місто мало площу 1,75 км², уся площа — суходіл.

## Демографія
Згідно з переписом 2010 року, у місті мешкало 847 осіб у 383 домогосподарствах у складі 241 родини. Густота населення становила 483 особи/км².  Було 481 помешкання (274/км²).
Расовий склад населення:
| - 74,5 % — білих - 8,4 % — чорних або афроамериканців - 3,0 % — корінних американців - 10,3 % — осіб інших рас |

До двох чи більше рас належало 3,9 %. Частка іспаномовних становила 19,4 % від усіх жителів.
За віковим діапазоном населення розподілялося таким чином: 23,7 % — особи молодші 18 років, 56,8 % — особи у віці 18—64 років, 19,5 % — особи у віці 65 років та старші. Медіана віку мешканця становила 42,0 року. На 100 осіб жіночої статі у місті припадало 95,6 чоловіків;  на 100 жінок у віці від 18 років та старших — 89,4 чоловіків також старших 18 років.
Середній дохід на одне домашнє господарство  становив 51 813 долари США (медіана — 43 015), а середній дохід на одну сім'ю — 63 176 доларів (медіана — 56 389). За межею бідності перебувало 17,1 % осіб, у тому числі 22,2 % дітей у віці до 18 років та 17,5 % осіб у віці 65 років та старших.
Цивільне працевлаштоване населення становило 367 осіб. Основні галузі зайнятості: освіта, охорона здоров'я та соціальна допомога — 31,9 %, виробництво — 17,7 %, сільське господарство, лісництво, риболовля — 12,0 %.